# 比沼麻奈為神社

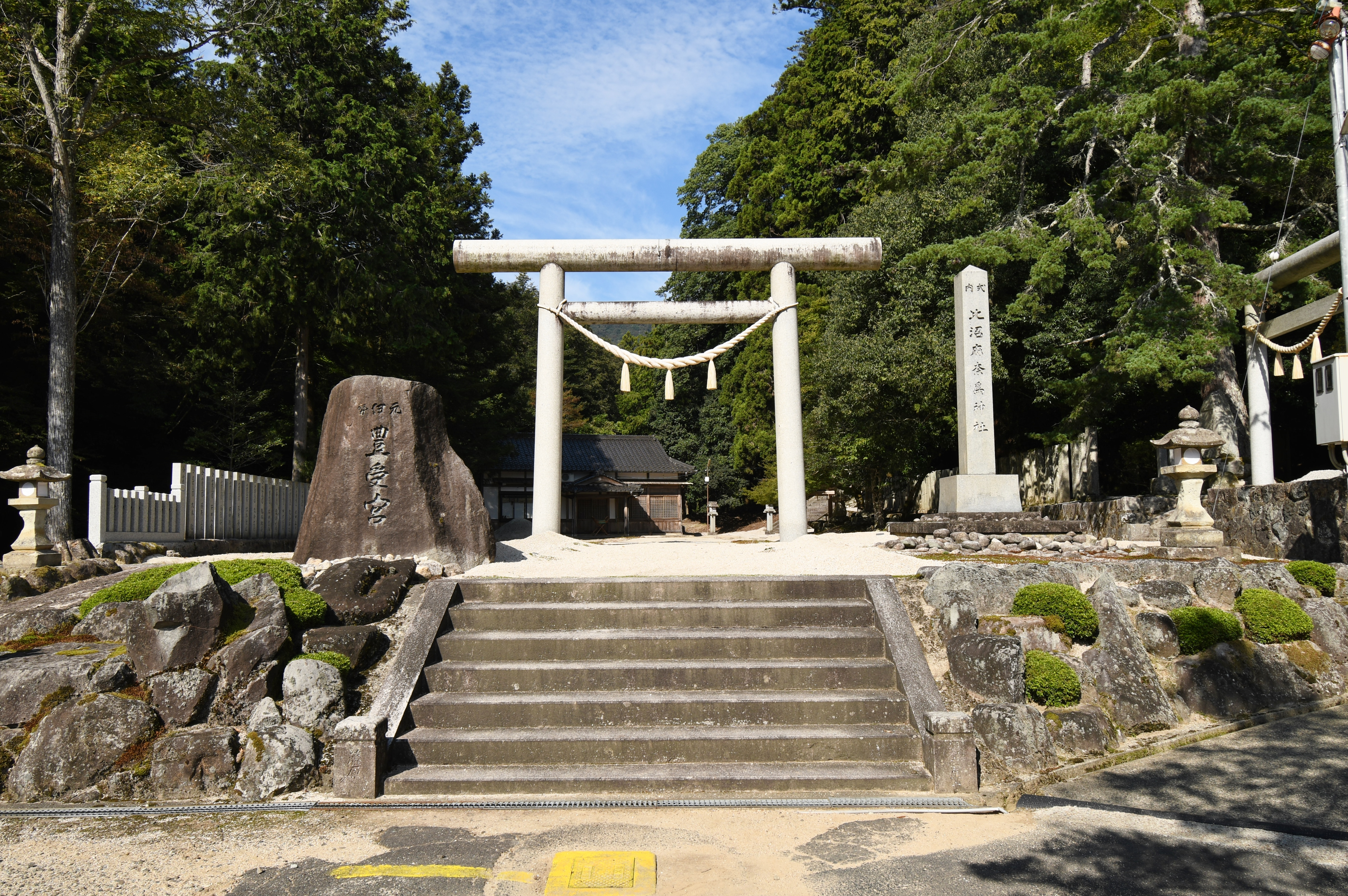
鳥居

比沼麻奈為神社（ひぬまないじんじゃ）は、京都府京丹後市峰山町久次宮谷510にある神社。主祭神は五穀豊穣を願う最高神である豊受大神である。
式内社 丹波郡の「比治真名井神社」と比定される。旧社格は村社。

## 祭神
豊受大神（とようけのおおかみ）
主祭神の豊受大神は、現在の京丹後市峰山町五箇の磯砂山（いさなごさん）に天降り、神社由緒には『遠き神代の昔、此の真名井原の地にて、田畑を耕し、米・麦・豆等の五穀を作り、また、蚕を飼って衣食の糧となる技を始められた』とあり、 丹後地方にはじめて稲作の指導をした神である。『丹後国風土記』逸文には、奈具社の縁起として次のような話が掲載されている。丹波郡比治里の比治山頂にある真奈井で天女8人が水浴をしていたが、うち1人が老夫婦に羽衣を隠されて天に帰れなくなり、しばらくその老夫婦の家に住み万病に効く酒を造って夫婦を富ましめたが、十余年後に家を追い出され、漂泊した末に奈具村に至りそこに鎮まった。この天女が豊宇賀能売命（とようかのめ、トヨウケビメ）であるという。日本農業発祥の地とも伝えられ、峰山町五箇の苗代地区に現在も残る「月の輪田」などがその遺跡と伝わる。京丹後市に今も残る絹織物産業（丹後ちりめん）に関連する記述もあることから、当社が養蚕や絹織物発祥にも所縁ある社であることがうかがえる。
その他の祭神は以下の通り。
- 瓊瓊杵尊（ににぎのみこと）[6]
- 天児屋根命（あめのこやねのみこと）[6]
- 天太玉命（あめのふとだまのみこと）[6]

## 歴史
この神社の創建年代等については不詳であるが、社殿の造営にまつわる棟札が複数枚残り、古い棟札の写しに二間社の古宮が1051年（永承6年）に焼失、1053年（天喜元年）造立とある。1289年（正応2年）にも二間社で造立されており、1491年（延徳3年）、1705年（宝永2年）にも造立された記録がある。1705年（宝永2年）の再興棟札には「比治真奈井太神宮御社」と記名され、峰山町字橋木の縁城寺の心王院性信が遷宮導師を務め、大工は同町のみならず豊岡からも職人がよばれた。1826年（文政9年）の棟札では「比沼真名井原 豊受太神宮」と記名され、表記の変遷がうかがわれる。1922年（大正11年）の棟札では「奉再四建」と記されている。
平安時代に制定された延喜式にも記載された式内社と比定され、伊勢神宮の外宮の主祭神豊受姫大神はこの神社の分霊を祀ったものとされ、「元伊勢」とも称される。21世紀に現存する社殿は伊勢神宮と同じく神明造である。
伊勢神宮の外宮には、豊受大神が祀られているが、元々はここから移転したものだという説があり、伊勢外宮の本地ともみなされる。神社由緒では豊受信仰の起源は当神社であると主張する。一説によると、外宮な内宮の天照大神よりも上位の神とされている。

## 名称

### 丹後七姫の1人である羽衣天女との関係性
比沼麻奈為（ひぬまない）神社という名称については、京丹後市に伝わる丹後七姫の1人である羽衣天女と関係性があると思われる諸説が残されている。一般に、丹後地方における羽衣伝承の発端とされる「比治山の真名井」は、磯砂山の女池とみなされるが、磯砂山から谷を隔てて聳える久次岳（541.4メートル）を比治山とみる説もあり、比沼麻奈為神社はこの久次岳の山麓に鎮座する。このため土地の者は久次岳を「真名井山」あるいは「真名井カ嶽」などと呼び親しむ。
久次岳は、もとは「咋石嶽（くひし・くひいし）」とよばれ、久次の地名は、咋石・久次（くし・くじ）が久次・口枳（くすき）となり、久次（ひさすぎ）、久次（ひさつぎ）と変化した可能性も指摘されている。口枳の郷名は『倭名類聚抄』の江戸時代の写本にみられる。この久次の地名について、神社由緒によれば、太古より豊受大神が稲作や養蚕など種々の農業技術を始めた尊い土地であるので、「久次比（奇霊：クシヒ）の里」と呼ばれていたが、延喜年間の民部令によって「比」の一字を削除して「久次の里」となり、江戸時代になって訓読し「ひさつぎ」と呼ばれるようになったとし、豊受発祥の地であることを主張する。
なお、「式内比治真名井神社」は、磯砂山に鎮座し、やはり羽衣天女の伝承を受け継ぐ藤社神社（ふじこそ神社）であるとする説もあり、論争を招いたが、21世紀初頭においては一般に当社を式内社とみるほうが定説となっている。
比沼（ひぬま・ひじ）
丹後七姫の1人である羽衣天女が舞い降り、酒造りにより栄えた土地を土形の里（ひじかたのさと）と呼び始め、後に比治の里（一説、比沼の里）とよぶようになったと記されている。
真名井（まない）
かつて流れをせき止めていたものを全て井と呼んでいたと言われ、また八人の天女（このうち地上に残った1人の天女が羽衣天女とされる）が入浴していた池も真井（まない）と呼ぶ。

### 『久次比真名井』から『比沼麻奈為』という字への変化について
比治村という近隣の地名に対して当社に「沼」という字があてられているのは誤りではないかという指摘もあるが、これは誤りではないと考えられている。
久次村は奇霊（くしひ）のクシをとり、諸国部内の郷里の名は二字を併用し必ず嘉名を取れという当時の『民部式』の指図通り、久次（くし）の縁起の良い二次を選んでその字音にあてはめたとされる。
それが後になって久次（ひさつぎ）と訓読みにされたと言われる。ところが、神社名は奇霊（くしひ）を三字の字音を用いて久次比とし、久次比真名井のその「比」をとって、比真名井（ひのまない）とし、さらに真名井の音を奏で『麻奈為』と書き、『比』と『麻奈為』を接続するノ（ぬ）を沼に書いたものであるとされている。
※ノをヌと発音したのは古代の特徴とされる。

## 社殿

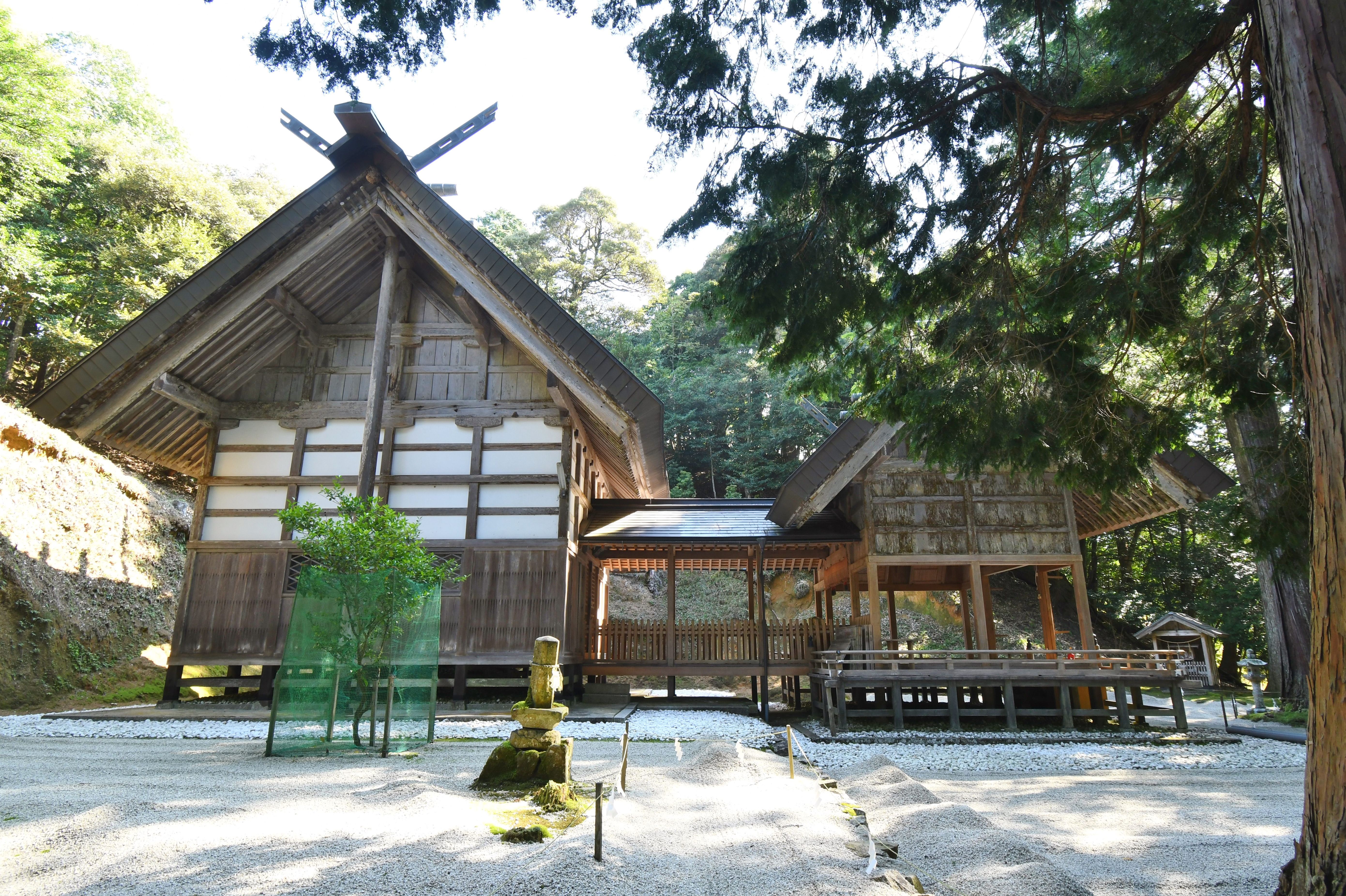
本殿（左）・拝殿（右）

本殿は、神明造。1884年（明治17年）の棟札によれば、三間三尺に二間二尺とあるが、現存する本殿は一間社であり、1922年（大正11年）造立とみられる。拝殿と籠所を備え、拝殿は本殿よりも古く、文政期の造営とも考えられている。本殿を囲う覆屋もまた神明造である。
境内社に、稲荷神社と佐田神社があり、いずれも由緒は不明であるが、稲荷神社は倉稲魂命を祀り、佐田神社は猿田彦命を祀る。
末社に、無格で火産霊命を祀る秋葉社と、祖霊社がある。

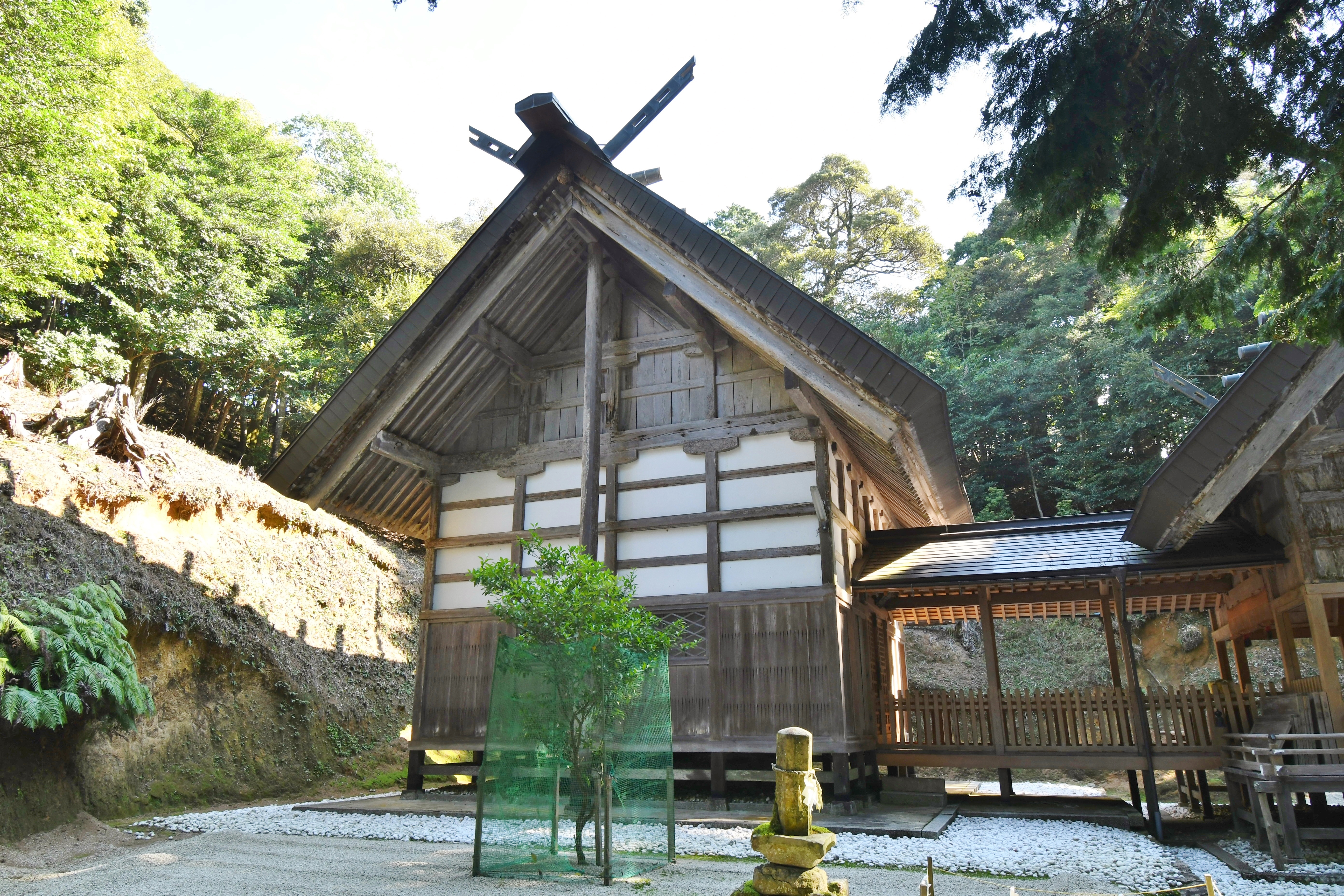
本殿
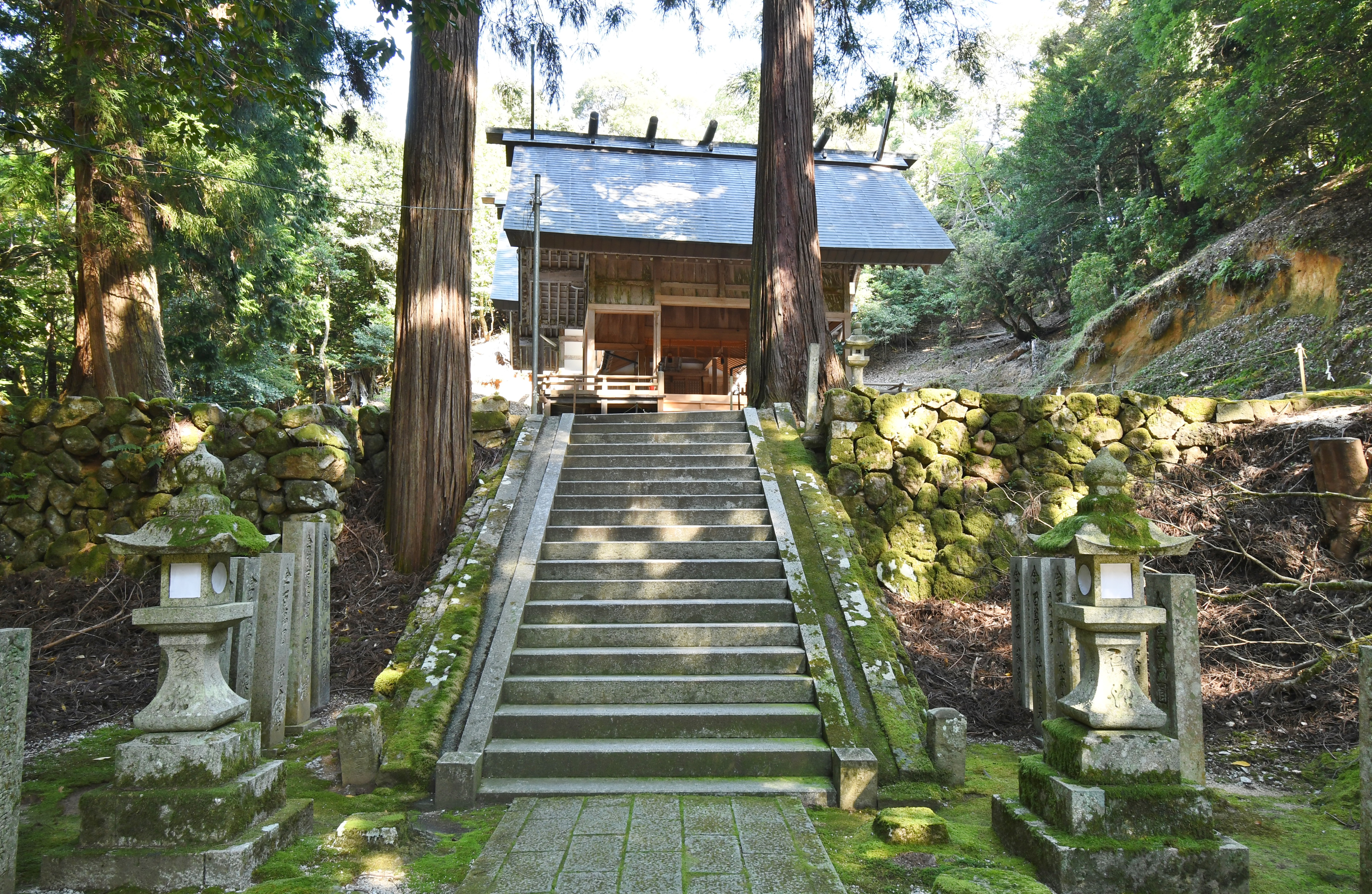
拝殿前の参道
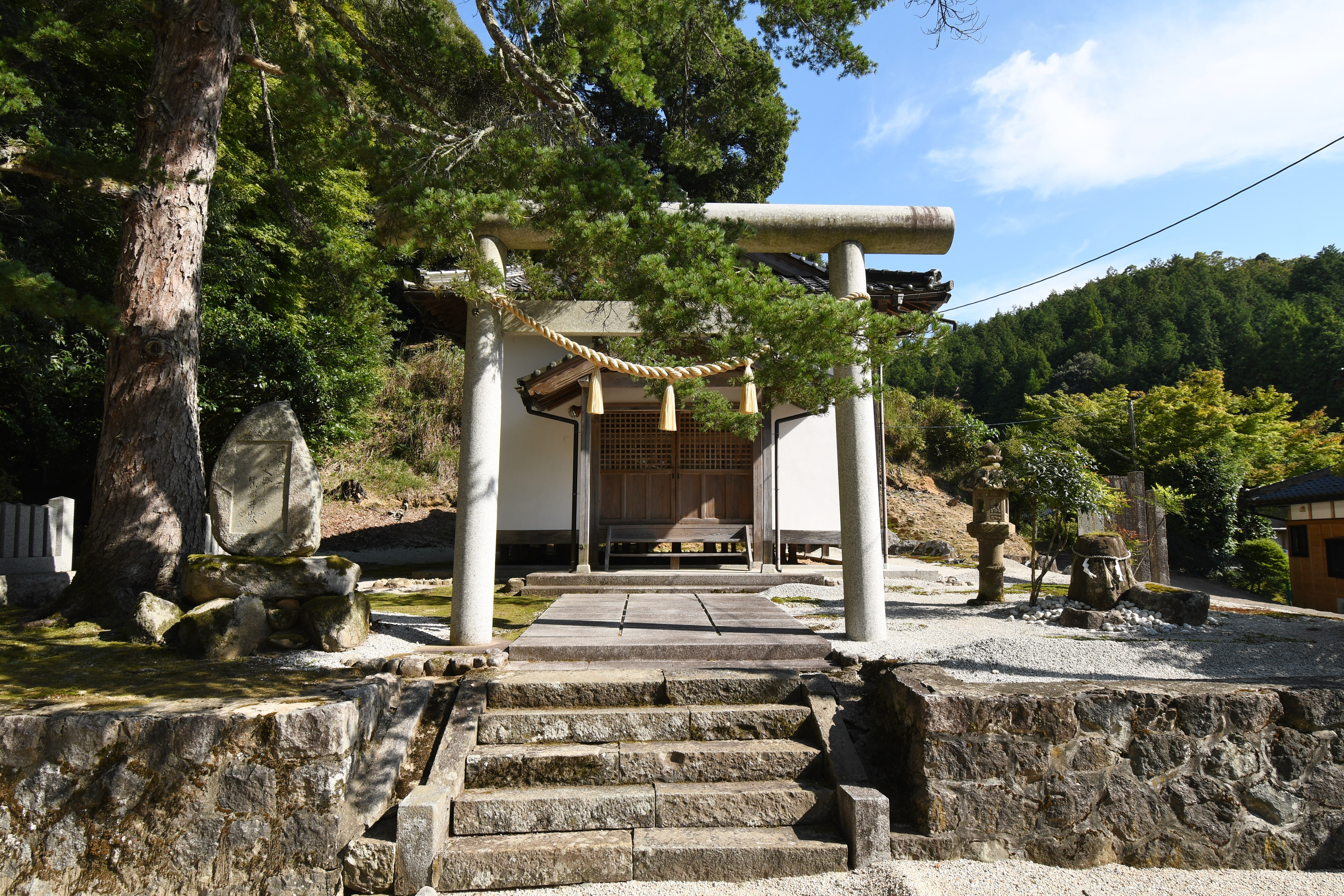
境内社

## 境内
1,799坪の境内の大部分が、明治期には官有地であった。
豊受大神をたたえる栗田寛撰文の「頌徳碑」が1900年（明治33年）に境内に立てられており、崇神天皇の時代に豊受大神が人間の姿のまま当社に鎮座し、その当時の宮は久次岳のふもとの大宮屋敷にあったが、のちの戦乱の際により奥まった現在地に遷座したと記す。

## 年中行事
- 歳旦祭　－　1月1日[14]
- 節分祭　－　2月立春[14]
- 新年祭　－　3月15日[14]
- 例祭　9月15日　–　太刀振り、神楽とともに笹囃子が奉納される[3][14]。
- 御旅祭　－　10月10日[3][14]
- 新嘗祭　－　12月1日[14]

当社の「笹囃子」はアメノウズメノミコトによる岩戸の故事歌であると伝わる。

## 所在地
- 京都府京丹後市峰山町久次宮谷510

東経　35.592636, 北緯　135.029011
- 京都丹後鉄道峰山駅より、丹海バス久美浜方面行　二箇下車 徒歩20分[11]